# 隆氏項喉盤魚
隆氏項喉盤魚（學名：Derilissus lombardii），為輻鰭魚綱喉盤魚目喉盤魚科的其中一種，分布於中西大西洋巴哈馬海域，棲息深度146-265公尺，本魚體細長，前部僅略凹陷，頭窄，吻短，輪廓非常陡峭和圓潤，口下位，眼大，前鼻孔呈細長管狀，無鼻瓣，後鼻孔略呈管狀，上唇前部寬，兩側窄，上頜牙齒2排，下頜牙齒1排，背鰭軟條8枚、臀鰭軟條7枚、胸鰭鰭條23-24枚，腹鰭喉位，與周圍的皮褶特化成一吸盤，吸盤中心有兩簇獨立、8-9個緊密排列的乳突，無鱗片，體鮮橙紅色至鮮黃色，沿中部有一條濃紅色條紋，從眼後到尾基部，身體上有幾個淡淡的橙色寬條，頭部黃色，兩眼之間和頸背前部有橙色斑點，虹膜紅褐色，眼睛上方有兩排深色斑點，中間有一條細黃線，尾基末端中心有一個明顯的細長橢圓形黑斑，胸鰭黃色背鰭，尾鰭和臀鰭透明，有紅色斑點，體長可達1.1公分，棲息在深水珊瑚礁，屬底棲性魚類，生活習性不明。